# Butja
Butja (ukrainsk: Буча; tr. Butja) er en by i det nordlige Ukraine med 36.971 (2021) indbyggere.
Byen ligger i Kyiv oblast 25 km vest for Ukraines hovedstad Kyiv. Den grænser op til byerne Irpin og Hostomel samt landsbyerne Vorzel, Mykhailivka-Rubezhivka og Blystavytsia. Den er hovedby i Butja rajon i Kyiv oblast.

## Historie
Byen opstod med opførelsen af Kyiv–Kovel-banen i 1898 omkring et lille trinbræt ved Butja-floden. I umiddelbar nærhed af togstoppestedet Butja lå en lille landsby ved navn Yablunka.
Under Anden Verdenskrig, før Befrielsen af Kiev fra nazistyrkerne i december 1943, var Butja stedet for hovedkvarteret for 1. ukrainske front under kommando af general Vatutin.
Butja fik status som by den 9. februar 2006; tidligere var Butja en by i Irpin bykommune.

### Slaget ved Butja
Under Ruslands invasion af Ukraine 2022 fandt der hårde kampe sted i Butja som en del af Kyiv-offensiven, hvilket resulterede i alvorlige russiske tab. Byen blev indtaget af russiske styrker den 12. marts. Borgmester Anatoliy Fedoruk meddelte, at de ukrainske styrker havde generobret Butja den 31. marts 2022.

#### Butja-massakren
Den 2. april 2022 dukkede nyhedsrapporter og video op, der viste gader i Butja med adskillige lig af personer klædt i civilt tøj. Nogle af dem, der blev fundet, havde hænderne bundet. Ifølge de første skøn blev der fundet mindst 280 lig.

## Galleri
- Jernbanestationen i Butja
- Apostlene Peter og Paulus' Kirke i Butja
- Frihedspladsen i Butja
- Byparken i Butja
- Byparken i Butja
- Floden Butja nær byen Butja